# Municipio de South Viking
El municipio de South Viking (en inglés: South Viking Township) es un municipio ubicado en el condado de Benson en el estado estadounidense de Dakota del Norte. En el año 2010 tenía una población de 61 habitantes y una densidad poblacional de 0,66 personas por km².

## Geografía
El municipio de South Viking se encuentra ubicado en las coordenadas 47°53′48″N 99°27′48″O / 47.89667, -99.46333. Según la Oficina del Censo de los Estados Unidos, el municipio tiene una superficie total de 92.8 km², de la cual 92,21 km² corresponden a tierra firme y (0,63 %) 0,58 km² es agua.

## Demografía
Según el censo de 2010, había 61 personas residiendo en el municipio de South Viking. La densidad de población era de 0,66 hab./km². De los 61 habitantes, el municipio de South Viking estaba compuesto por el 98,36 % blancos, el 1,64 % eran amerindios. Del total de la población el 8,2 % eran hispanos o latinos de cualquier raza.